# Иви Уайлд
Иви Уайлд (на английски: Evie Wyld) е английска писателка на произведения в жанра социална драма.

## Биография и творчество
Евелин Роуз Стрейндж „Иви“ Уайлд е родена на 16 юни 1980 г. в Лондон, Англия. Израства във фермата за захарна тръстика на баба си и дядо си в Нов Южен Уелс, Австралия, но прекарва по-голямата част от живота си в Пекам, Южен Лондон. Получава бакалавърска степен по творческо писане от университета Бат Спа в Бат и магистърска степен по творческо писане от колежа „Голдсмит“ на Лондонския университет през 2005 г. След дипломирането си работи в независима книжарница в квартал „Пекам“, Лондон.
Първият ѝ разказ „Какво ще се случи с кучето, след като умрем?“ е публикуван през 2006 г. в антологията Goldfish, а следващият, „Наръчник на реконвалесцента“, в антологията „Морски истории“ на Националния морски музей през 2007 г. Първият ѝ роман „След огъня – тих и нежен глас“ е издаден през 2009 г. Той представя историята на младия франк, който напуска семейството си и търси самота, и на възрастния Леон, който не може да преодолее миналото и пораженията в психиката от войната във Виетнам, и това по някакъв начин сближава двамата. Романът е номиниран за редица престижни награди и получава наградата „Джон Луелин Рис“.
През 2013 г. е издаден романът ѝ „Всички птици пеят“. Той е история за австралийската Джейк Уайт, която работи в овцеферма на безименен английски остров, сама с вярното ѝ куче Дог. Но един ден нещо започва да избива овцете ѝ една по една, като оставя телата им ужасяващо обезобразени. А това по някакъв начин е свързано с нейното мистериозно минало, което я застига. Книгата получава наградите „Анкор“ и „Майлс Франклин“, като и награда за литература на Европейския съюз за 2014 г. Обявена е от BBC за един от 12-те най-добри нови британски писатели.
През 2020 г. е издаден романът ѝ „Басовият рок“. Неговият сюжет се развива в Шотландия и представя историята на три жени, живеещи в различни векове, и начините, по които животът им е повлиян от мъжественост и мъжко насилие. Романът получава австралийската награда за дамска литература „Стела“.
През 2013 г. се омъжва за литературния агент Джейми Коулман.
Иви Уайлд живее със семейството си в квартал „Брикстън“, Лондон.

## Произведения

### Самостоятелни романи
- After the Fire, a Still Small Voice (2009) – награда „Джон Луелин Рис“[1][2]
След огъня – тих и нежен глас, изд.: ИК „Персей“, София (2018), прев. Емил Минчев
- All the Birds, Singing (2013) – награда „Анкор“, награда „Майлс Франклин“, награда за литература на Европейския съюз[3]
Всички птици пеят, изд.: ИК „Персей“, София (2017), прев. Емил Минчев
- The Bass Rock (2020) – награда „Стела“

### Новели
- Behind the Mountain (2016)[1][2]

### Документалистика
- Everything Is Teeth (2015) – с художника Джо Съмнър, графични мемоари[4]